# 利龙维尔
利龙维尔（法語：Lironville，法語發音：[liʁɔ̃vil]）是法国默尔特-摩泽尔省的一个市镇，属于图勒区。

## 地理
利龙维尔（48°52'6"N, 5°54'27"E）面积8.99 平方千米，位于法国大東部大區默尔特-摩泽尔省，该省份为法国东北部内陆省份，是洛林的一部分，北邻比利时、卢森堡，北起顺时针与摩泽尔省、下莱茵省、孚日省和默兹省接壤。
与利龙维尔接壤的市镇（或旧市镇、城区）包括：利梅雷默诺维尔、马梅、马农维尔、马尔坦库尔、诺维扬欧普雷。

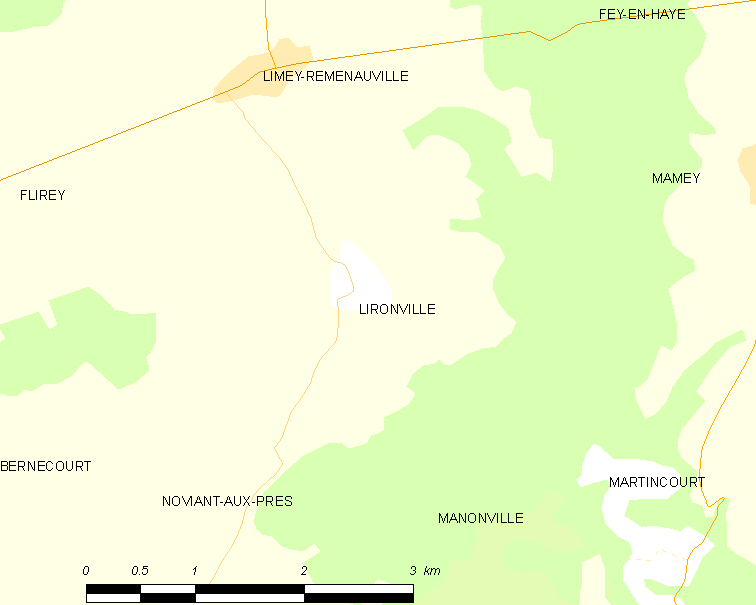
利龙维尔的OSM定位图

利龙维尔的时区为UTC+01:00、UTC+02:00（夏令时）。

## 行政
利龙维尔的邮政编码为54470，INSEE市镇编码为54317。

## 政治
利龙维尔所属的省级选区为北图卢瓦县。

## 人口

1962-2008年间利龙维尔人口变化图示

利龙维尔于2022年1月1日时的人口数量为131人。